# Конгрес на Петрова нива
Конгресът на Петрова нива е конгрес на Одринския революционен окръг на Вътрешната македоно-одринска революционна организация, провел се на 28 и 29 юни 1903 година.

## Делегати
На конгреса в местността Петрова нива присъстват над 300 души делегати и гости: войводи, четници, легални деятели, членове на селски смъртни дружини и други. Конгресът е открит на 28 юни, 2 часа след обяд, под председателството на Васил Пасков. За подпредседател е избран Велко Думев, а за секретари: Христо Силянов и Анастас Разбойников. Общо присъстват 47 делегати, които в голямото си мнозинство произлизат от Малкотърновската околия, което говори за поготовката на въстанието там. Много райони и околии от Одринско не са застъпени с представител, а от областта западно от Марица има един-единствен делегат – Христо Караманджуков от Ахъчелебийска околия. Непосредствено след това там се провежда Родопският конгрес.

## Решения
По време на конгреса се обсъждат мненията за и против вдигане на въстание. Дискусията по този въпрос прекъсва, след като става ясно, че въпросът за въстание вече е решен от Вътрешната организация, и че на делегатите не им остава нищо друго освен да нагласят своите действия към тези на въстаниците от Битолския вилает. Това решение се взима дори след изтъкването на проблеми като недостиг на оръжие и различната подготвеност на отделните околийски революциони комитети. Единственият делегат обявил се против решението за въстание – Димитър Катерински е поканен да напусне конгреса, което той прави.
Конгресът приключва на 29 привечер след като са забелязани приближаващи турски войници. Велко Думев, Васил Пасков и Павел Ковачев получават пълномощно от проведения конгрес като членове на Представителното тяло в Пловдив да събират и изпращат оръжие и снаряжение на въстаниците, да изпращат чети и пунктови началници по места. Същевременно Михаил Герджиков получава право да подготвя терористични акции в Одринско от България.

## Списък на делегатите
| Име                  | Родно място   | Функции                                                                                                  |
| -------------------- | ------------- | --- |
| Михаил Герджиков     | Пловдив       | подвижен член на Централния комитет на ВМОРО, подвижен член и на Одринския окръжен революционен комитет. |
| Васил Пасков         | Осиково       | представител на Централния комитет на ВМОРО.                                                             |
| Велко Думев          | Воден         | председател на Одринския окръжен революционен комитет.                                                   |
| Георги Василев       | Свиленград    | секретар на Одринския окръжен революционен комитет.                                                      |
| Христо Караманджуков | Чокманово     | представител на Ахъчелебийския околийски революционен комитет.                                           |
| Димитър Катерински   | Свиленград    | председател на Свиленградския околийски революционен комитет.                                            |
| Никола Кърджиев      | Лозенград     | представител на Лозенградския околийски революционен район.                                              |
| Димо Янков           | Малко Търново | представител на Малкотърновския околийски революционен район.                                            |
| Анастас Разбойников  | Свиленград    | представител на Бунархисарския околийски революционен район.                                             |

| Име                    | Родно място   | Функции                                                           |
| ---------------------- | ------------- | ----------------------------------------------------------------- |
| Стамат Икономов        | Малко Търново | капитан от Българската армия.                                     |
| Георги Кондолов        | Велика        | Малкотърновски околийски войвода.                                 |
| Кръстю Българията      | Враца         | подофицер от Българската армия, Малкотърновски околийски войвода. |
| Лазар Маджаров         | Негован       | Лозенградски околийски войвода.                                   |
| Константин Калканджиев | Варна         | Бунархисарски околийски войвода.                                  |
| Георги Тенев           | Свиленград    | войвода и пунктов ръководител в Хебибчево.                        |
| Христо Арнаудов        | Свиленград    | пунктов ръководител в Чепеларе и после войвода                    |

| Име               | Родно място   | Функции                                                                                               |
| ----------------- | ------------- | --- |
| Георги Думчев     | Кукуш         | четник на Михаил Герджиков.                                                                           |
| Георги Калоянов   | Малко Търново | член на Бунархисарския околийски комитет, войвода на Урумбеглийската смъртна дружина.                 |
| Георги Костадиев  | Малко Търново | четник на Георги Кондолов и терорист, извършил убийството на Агности Дяков.                           |
| Георги Тодоров    | Тетово        | член на Малкотърновския околийски революционен комитет.                                               |
| Дико Джелебов     | Малко Търново | четник на Георги Кондолов.                                                                            |
| Димитър Аргиров   | Малко Търново | четник на Георги Кондолов.                                                                            |
| Димитър Ташев     | Колибите      | четник и организатор в Бунархисарско.                                                                 |
| Димитър Халачев   | Малко Търново | четник на Михаил Герджиков.                                                                           |
| Димитър Христакев | Райково       | санитарен подофицер от Българската армия.                                                             |
| Димо Русев        | Колибите      | четник в Бунархисарско, четник на Михаил Герджиков.                                                   |
| Жеко Джелебов     | Малко Търново | четник на Георги Кондолов.                                                                            |
| Иван Варналиев    | Велес         | четник на Михаил Герджиков.                                                                           |
| Иван Карчев       | Лозенград     | революционен деец.                                                                                    |
| Йордан Георгиев   | Малко Търново | четник на Георги Кондолов.                                                                            |
| Киро Узунов       | Малък Самоков | четник на Георги Кондолов.                                                                            |
| Коста Тенишев     | Малко Търново | четник на Лазар Маджаров.                                                                             |
| Лазо Лазов        | Лозенград     | четник на Лазар Маджаров в Лозенградско.                                                              |
| Лефтер Мечев      | Малко Търново | учител в Камилите, четник.                                                                            |
| Михаил Даев       | Балчик        | четник на Михаил Герджиков.                                                                           |
| Нестор Иванов     | Одрин         | учител в Пловдив, задграничен деец.                                                                   |
| Никола Станчев    | Казанлък      | учител в Одрин и член на Одринския окръжен революционен комитет.                                      |
| Пеньо Шиваров     | Чирпан        | подофицер от Българската армия, четник на Михаил Герджиков.                                           |
| Петко Зидаров     | Цикнихор      | четник на Михаил Герджиков.                                                                           |
| Петър Ангелов     | Хасково       | подофицер от Българската армия, четник на Михаил Герджиков, подвойвода на Кръстьо Българията.         |
| Петър Чолаков     | Сливен        | пунктов деец в Ямболско.                                                                              |
| Спас Цветков      | Евла          | член на Малкотърновския околийски революционен комитет.                                               |
| Стоян Камилски    | Камилите      | четник на Георги Кондолов.                                                                            |
| Стоян Петров      | Малко Търново | един от основателите на дружеството „Странджа", подвойвода на Бунархисарската районна околийска чета. |
| Стоян Томов       | Кладара       | четник на Михаил Герджиков.                                                                           |
| Тодор Станков     | Прилеп        | пунктов началник в Кюстендил, четник на Лазар Маджаров.                                               |
| Христо Силянов    | Цариград      | четник на Марко Лерински и на Михаил Герджиков.                                                       |
| Цено Куртев       | Златица       | подофицер от Българската армия, четник на Михаил Герджиков.                                           |
| Яни Попов         | Карахадър     | четник на Лазар Маджаров.                                                                             |
| Яни Войнов        | Свиленград    | организационен деятел в Лозенградско и Бунархисарско.                                                 |
| Янко Стоянов      | Малко Търново | четник на Лазар Маджаров                                                                              |